# جامعة درم

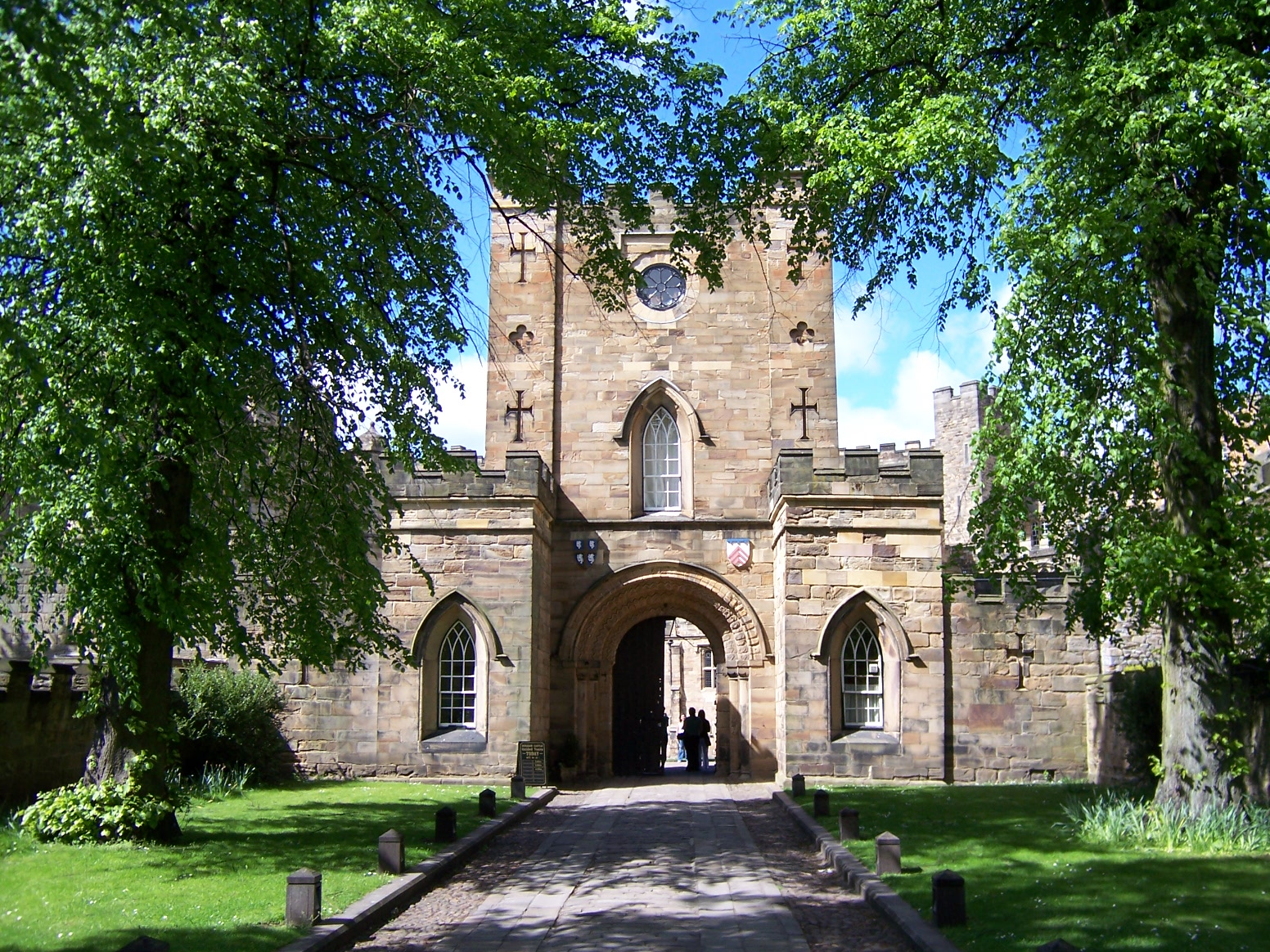
قصر درهام والذي يضم أحد كليات الجامعة

جامعة درم أو جامعة دورهام (بالإنجليزية: Durham University)‏ هي جامعة عامة بحثية في درم، إنكلترا، تأسست من قبل قانون صادر عن البرلمان في عام 1832 ومنحت الامتياز الملكي في عام 1837. كانت أول جامعة معترف بها تفتح في إنجلترا منذ أكثر من 600 عام، بعد أكسفورد وكامبريدج، وبالتالي فهي واحدة من المؤسسات التي توصف بأنها ثالث أقدم جامعة في إنجلترا. كجامعة، يتم تقسيم وظائفها الرئيسية بين الأقسام الأكاديمية في الجامعة وكلياتها الـ 17. بشكل عام، تقوم الأقسام بإجراء البحوث وتوفير التدريس للطلاب، في حين أن الكليات مسؤولة عن الترتيبات المحلية والرفاهية.
الجامعة عضو في مجموعة رسل لجامعات الأبحاث البريطانية كما أنها كانت عضوًا سابقًا في مجموعة 1994. كما أن درم تابعة لشراكة الأبحاث الإقليمية N8 ومجموعات جامعية دولية بما في ذلك شبكة ماتاريكي للجامعات ومجموعة كويمبرا. تضم ملكية الجامعة 63 مبنى مدرجًا، بدءًا من قلعة دورهام التي تعود للقرن الحادي عشر وحتى كنيسة آرت ديكو في الثلاثينيات.
تمتلك الجامعة أيضًا وتدير موقع دورهام للتراث العالمي بالشراكة مع كاتدرائية دورهام. تشمل ملكية الجامعة لموقع التراث العالمي قلعة دورهام والقصر الأخضر والمباني المحيطة بما في ذلك مكتبة كوزين التاريخية. كانت الجامعة Sunday Times في عام 2005، وجامعة Times and Sunday Times في عام 2015، وحصلت على جائزة الذكرى السنوية للملكة في 2018. حصل برنامج التطوع والتواصل لطلاب جامعة دورهام على جائزة الملكة للخدمة التطوعية في عام 2020.
بين الجامعات البريطانية، كان لديها سادس أعلى متوسط تعرفة UCAS للوافدين الجدد في 2018 وثالث أقل نسبة من الطلاب المتعلمين في المدارس الحكومية الذين بدأوا الدورات في عام 2016، بنسبة 62.9% (خامس أدنى مقارنة بمعيارها). رئيس الجامعة هو السير توماس ألين، الذي خلف بيل برايسون في عام 2012. يضم الأكاديميون الحاليون والفخريون 14 زميلًا في الجمعية الملكية، و 17 زميلًا في الأكاديمية البريطانية، و 14 زميلًا في أكاديمية العلوم الاجتماعية، و 5 زملاء من الجمعية الملكية في إدنبرة، وزميلان من الجمعية الملكية للفنون، وزميلان من أكاديمية العلوم الطبية.

## تاريخ الجامعة
كان التعليم الديني في مدينة درهام عاملاً مهماً في تشكيل توجه لدى أعيان المدينة لإنشاء جامعة هناك، خاصة في عصر هنري الثامن وأوليفر كرومويل. إلا أن جامعتي أكسفورد وكامبردج اعتبرتا تأسيس جامعة في درهام تهديداً للمكانة المرموقة التي تتبوءاتها. واستمرت هذه المحاولات حتى العام 1832 حين أقر البرلمان البريطاني تأسيس الجامعة وتخصيص جزء من أموال الكنيسة في درهام لتأسيسها. وحصلت الجامعة الجديدة على الميثاق الملكي في الأول من حزيران 1837 من ويليام الرابع، وتخرج أول طالب من الجامعة بعد هذا التاريخ بأسبوع واحد.
القرن التاسع عشر
توسعت الجامعة من درهام إلى نيوكاسل في العام 1852 حين أصبحت كلية الطلب التي تأسست هنالك في العام 1834 تابعة للجامعة. وتبع ذلك انضمام كلية العلوم الفيزيائية (التي أصبح اسمها كلية العلوم في العام 1884 وبعدها كلية آرمسترونج في العام 1904).
وتأسست في العام 1842 جمعية اتحاد درهام ليكون مركزاً تعقد فيه المناظرات، كما كانت تمثل اتحاد الطلبة في الجامعة إلى أن تأسس مجلس ممثلي طلبة كليات جامعات درهام في العام 1899 والذي أصبح اسمه اتحاد طلبة درهام في العام 1963.
وكانت الدرجات الأكاديمية في الجامعة تمنح في القرن التاسع عشر بعد أن يخضع الطالب لاختبار ديني ويجب أن يكون عضواً في الكنيسة حتى يتأهل للحصول على الدرجة الأكاديمية منها، واستمر هذا الأمر حتى العام 1871 بعد إقرار قانون اختبارات الجامعات. إلا إنه كان يمكن لغير المتدينين أن يلتحقوا بالجامعة ولكنهم كانوا يحصلون على الشهادة من جامعة لندن والتي لم تكن تتطلب خضوع الطالب لاختبار ديني من أي نوع. وبعد أن تلقت الجامعة ميثاقاً إضافياً في العام 1895 يسمح للمرأة بالالتحاق بالجامعة والحصول على درجة أكاديمية فيها وتبع ذلك تأسيس سكن للطالبات في العام 1899.
القرن العشرون
شهدت السنوات الأولى من القرن العشرين توسعاً كبيراً في قسم نيوكاسل للجامعة وبالأخص كلية آرمسترونج، وتم اقتراح فصل القسمين عن بعضهما ليصبح قسم نيوكاسل جامعة مستقلة، وحال دون ذلك معارضة بعض أعضاء البرلمان وعدد من الطلبة الذين تخرجوا من درهام. أما بعد الحرب العالمية الثانية فقد كان التوسع الأكبر من نصيب قسم درهام، فتم إنشاء جمعية القديس آيدان عام 1947 (والتي أصبحت كلية في العام 1965), كما أصبح هنالك أقسام للعلوم التطبيقية والهندسة بالإضافة إلى التوسع الذي شهدته أقسام العلوم البحتة.
واستمر توسع الجامعة حتى غدت جامعة درهام تمتلك 227,8 هكتار من الأراضي، فيها موقع من مواقع التراث العالمي التي تحددها منظمة اليونسكو، وخمسة مبان قديمة من الدرجة الأولى و68 مبنى قديماً من الدرجة الثانية، وقرابة 44,9 هكتار من الغابات الحرجية.

### الجامعة الحديثة 1963-1999
بحلول وقت الانفصال عن نيوكاسل، كان موقع إلفيت هيل قد أصبح راسخًا ؛ مع تأسيس أول كليات جديدة في عام 1959، كلية غراي، سميت على اسم تشارلز غراي الذي كان رئيس الوزراء عند تأسيس الجامعة. استمر التوسع في إلفيت هيل، مع كلية فان ميلدرت وكلية دروهام للأعمال (1965)، وكلية تريفيليان (1966)، وكلية كولينجوود (1972) التي أضيفت جميعها إلى الجامعة بالإضافة إلى حديقة جامعة دورهام النباتية (1970).
ومع ذلك، لم تكن هذه هي التطورات الوحيدة في الجامعة. تأسست جمعية الخريجين، التي تقدم خدماتها لطلاب الدراسات العليا، في عام 1965 (أعيدت تسميتها بكلية أوستينوف في عام 2003) وتم ترخيص المدرسة الكاثوليكية الرومانية (المغلقة الآن) في كلية أوشو، والتي كانت موجودة في دورهام منذ 1808، كقاعة سكنية في عام 1968.
في عام 1988، أصبحت كلية هاتفيلد، آخر كلية للرجال وحدهم مختلطة. تبعتها كلية النساء في تريفيليان في عام 1992، وتركت كلية النساء في سانت ماري باعتبارها آخر كلية أحادية الجنس.
في عام 1989، افتتحت الجامعة مكتب جمع التبرعات والخريجين.

### القرن 21

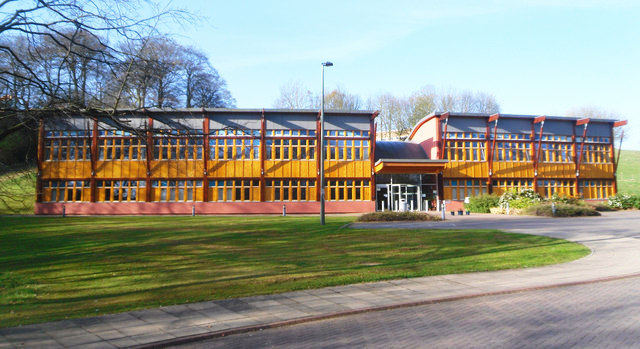
كلية الشؤون الحكومية والدولية

في عام 2001، تم إنشاء كليتين جديدتين، وهي جون سنو وجورج ستيفنسون (نسبة إلى الطبيب جون سنو والمهندس جورج ستيفنسون ) في ستوكتون.
في عام 2002، كان اليوبيل الذهبي للجامعة، لهذا منحت الملكة إليزابيت الثانية لقب «الحرم الجامعي الملكة» إلى الموقع في ستوكتون. بحلول عام 2005، كان حرم كوينز الجامعي في ستوكتون، يمثل حوالي 18% من إجمالي الطلاب الجامعيين.
وفي عام 2005، كشفت الجامعة عن إعادة الشعار وأدخلت الاسم التجاري من جامعة دورهام، على الرغم من أن الاسم القانوني للمؤسسة بقي جامعة دورهام. في نفس العام، حصلت كلية سانت ماري على أول دفعة جامعية مختلطة. في تشرين الأول (أكتوبر) 2006، فتحت كلية جوزفين بتلر أبوابها للطلاب كأحدث كلية في دورهام - وهي الكلية الوحيدة ذاتية الخدمة التي بنيت لهذا الغرض للطلاب داخل دورهام. كانت هذه أول كلية جديدة تفتح في دورهام نفسها منذ إنشاء كولينجوود في السبعينيات.
في مايو 2010، انضم دورهام إلى شبكة جامعات ماتاريكي (MNU) والتي تضم كلية دارتموث (الولايات المتحدة الأمريكية)، وجامعة كوينز (كندا)، وجامعة أوتاجو (نيوزيلندا)، وجامعة توبنغن (ألمانيا)، وجامعة أستراليا الغربية وجامعة أوبسالا. (السويد). في عام 2012، انضمت دورهام (جنبًا إلى جنب مع جامعة يورك وإكستر كلية الملكة ماري في جامعة لندن ) إلى مجموعة رسل للجامعات البريطانية المكثفة البحثية.
بين عامي 2010 و 2012، تعرضت الجامعة لانتقادات لقبولها أموال من مصادر مثيرة للجدل، بما في ذلك حكومة إيران، ووزارة الخارجية الأمريكية، ورئيس وزراء الكويت، وشركة التبغ البريطانية الأمريكية.

#### إغلاق حرم كوينز والتوسع في دورهام

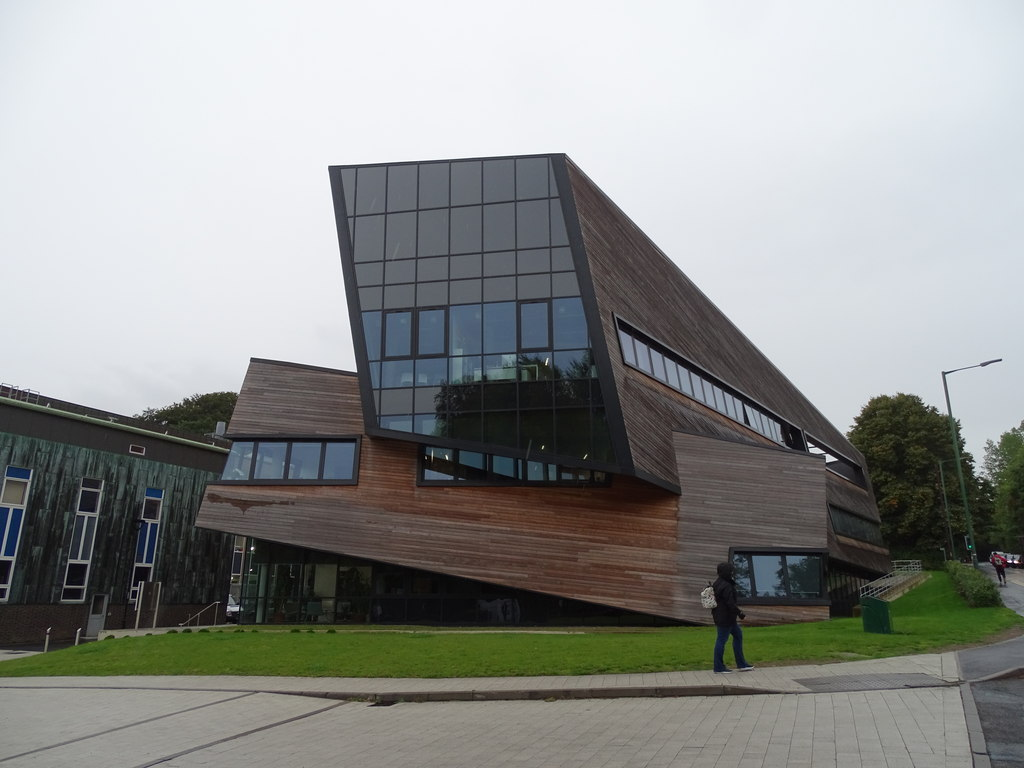
مركز أوغدن للفيزياء الأساسية، بجوار قسم الفيزياء

أعلنت الجامعة في عام 2016 أنها ستنقل الكليات والأنشطة الأكاديمية الموجودة حاليًا في حرم كوينز الجامعي إلى مدينة دورهام اعتبارًا من عام 2017؛ مع نقل كلية الطب والصيدلة والصحة إلى جامعة نيوكاسل. تحول حرم كوينز الجامعي إلى مركز دراسة دولي لإعداد الطلاب الأجانب للدراسة في دورهام، الذي تديره مجموعة الدراسة الدولية.
في مارس 2017، افتتح اللورد مارتن ريس مركز أوغدن للفيزياء الأساسية، الذي صممه دانيال ليبسكيند. يوفر المبنى الجديد، الذي سمي على اسم الخريج بيتر أوغدن، مختبرات إضافية ومساحة مكتبية لـ 140 موظفًا. في مايو 2017، أعلنت الجامعة عن إستراتيجية جديدة مدتها عشر سنوات تقترح استثمار 700 مليون جنيه إسترليني في تحسين الحرم الجامعي، وإنشاء 300 وظيفة أكاديمية جديدة، وزيادة حجم الجامعة لاستيعاب حوالي 21500 طالب مع جذب المزيد من الطلاب الدوليين، وتوسيع كلية إدارة الأعمال و أقسام القانون والسياسة واللغة الإنجليزية والتاريخ للوصول إلى «الكتلة البحثية الحرجة».
في عام 2018، أعلنت الجامعة أن كونسورتيوم بقيادة انترسيرف سيصمم ويبني ويدير كليتين في جبل أوزوالد بتكلفة 105 مليون جنيهات إسترلينية. تمول شركة المشروع (التي تمتلك الجامعة فيها 15%) البناء عبر 90 مليون جنيهًا إسترلينيًا سندات لمدة 46 سنة. بشكل منفصل، أعلنت الجامعة أنها جمعت 225 مليون جنيهًا إسترلينيًا لتمويل مخططها العقاري الرئيسي من خلال البيع الخاص للسندات طويلة الأجل للمستثمرين البريطانيين والأمريكيين.

## الحرم الجامعي
تبلغ مساحة الجامعة حوالي 227.8 هكتار (563 أكر) وتتضمن عقارات عديدة منها جزءًا من موقع التراث العالمي لليونسكو، نصب تذكاري قديم واحد، وخمسة مباني مدرجة من الدرجة الأولى و 68 مبنى من الدرجة الثانية، إلى جانب 44.9 هكتار (111 أكر) من الغابات.
الحرم الجامعي مقسم عبر موقعين منفصلين: مدينة دورهام وحرم كوينز الجامعي في ستوكتون. يتصل الموقعان عبر خدمة حافلات مجانية تعمل بشكل متكرر على مدار الأسبوع، وهي واحدة من مناطق الجذب الرئيسية العامة في مدينة دورهام هو 7.3 هكتار (18 أكر) حدائق نباتية، تم إنشاؤها عام 1970، مع أكثر من 78000 زائر (2007/2008).
اعتبارًا من 2018 تضمنت الجامعة أكثر من 300 مبنى بمساحة أرضية تزيد عن 380.000 م 2 وقيمة إعادة التأمين لعام 2014 قريبة من 850 مليون جنيه إسترليني.

### مدينة دورهام

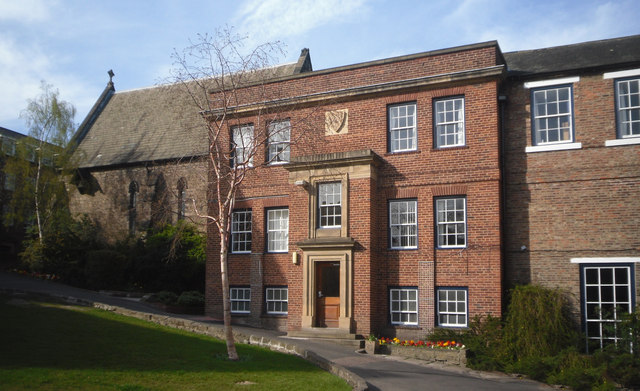
كلية هاتفيلد، إحدى الكليات الخمس على طول بيلي

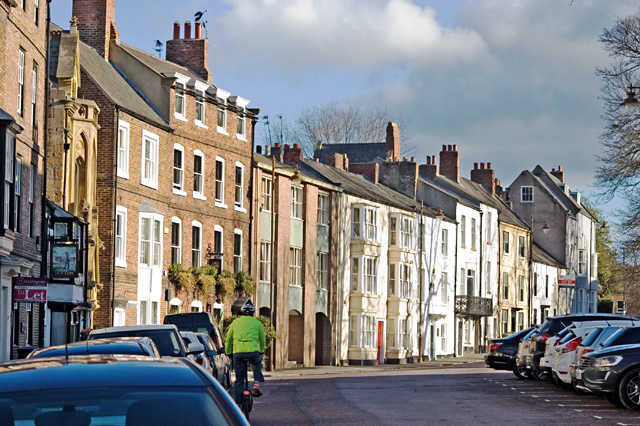
أولد إلفيت هي موطن عدد من الأقسام

مدينة دورهام هي الموقع الرئيسي للجامعة وتحتوي على جميع الكليات إلى جانب معظم الأقسام الأكاديمية.
يُعد بيلي المركز التاريخي للجامعة ويحتوي على خمس كليات بالإضافة إلى أقسام الموسيقى واللاهوت والدين، ومعهد الدراسات المتقدمة ومكتبة القصر الخضراء، التي تضم المجموعات الخاصة بالجامعة. يرتبط بيلي بـ بيت دنلم، موطن اتحاد الطلاب في نيو إيلفيت، عن طريق جسر كينج جيت بالجامعة.

## المتاحف

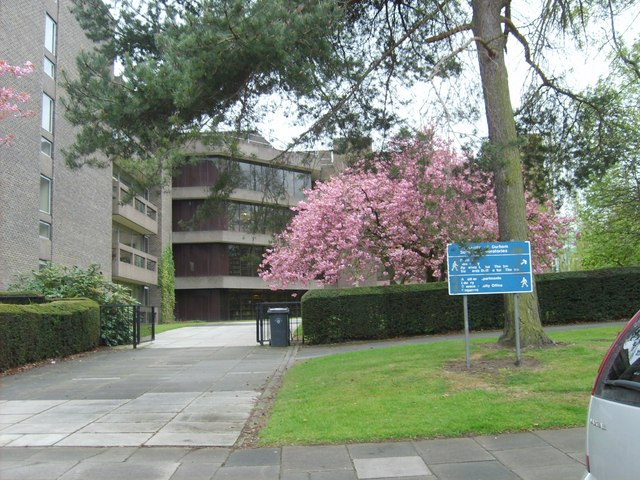
المكتبة الرئيسية

تدير الجامعة عددًا من المتاحف. تم بناء المتحف الشرقي لجامعة دورهام في الستينيات، وقد تطور في الغالب من مقتنيات مدرسة الدراسات الشرقية السابقة بالجامعة. في البداية كانت موجودة في جميع أنحاء الجامعة وتستخدم كمجموعة تعليمية، أدى حجم المجموعة إلى بناء المتحف الحالي لإيواء المواد. تحتوي المجموعة حتى الآن على أكثر من 30000 قطعة من الفن الآسيوي إلى الآثار، والتي تغطي الشرق والمشرق إلى الشرق الأقصى وشبه القارة الهندية، مع أكثر من ثلث المجموعة المتعلقة بالصين. يمكن ملاحظة الأهمية الوطنية للمجموعات الصينية والمصرية في الحالة المخصصة من مجلس المتاحف والمكتبات والأرشيف الذي تم تحقيقه في عام 2008.
انتقل متحف الآثار بجامعة دورهام إلى بالاس جرين في عام 2014، بعد أن كان موجودًا سابقًا في أولد فولينج ميل على ضفاف ذا وير. تم افتتاح المتحف عام 1833، ليكون ثاني متحف جامعي في إنجلترا يسمح بدخوله لعامة الناس. يركز المتحف على تراث شمال شرق إنجلترا ويتضمن مجموعات وطنية ودولية تمتد من عصور ما قبل التاريخ، واليونانية القديمة، والرومانية، والأنجلو ساكسونية، والعصور الوسطى، وما بعد العصور الوسطى.

### المواقع الدينية
توجد كنائس أنجليكانية في العديد من الكليات، بما في ذلك كنيسة نورمان التي تعود إلى القرن الحادي عشر في الكلية الجامعية ومصلى آرت ديكو في هيلد بيد كالتشر. توجد أيضًا غرف متعددة الأديان في كلية سانت أيدان، وكلية تريفيليان، وفي المبنى المحوري المشترك بين كليات جون سنو والجنوب. تقع غرف صلاة المسلمين في أولد إيلفيت وفي كلية جراي. يوجد مطبخ كوشير في كلية سانت أيدان يدعم وجبات السبت اليهودية وغيرها من الأعياد.

## البحث العلمي
جامعة درهام عضو في مجموعة 1994 ومجموعة الثمانية. وقد حلت الجامعة في الترتيب الثامن عشر من بين 124 جامعة في برنامج تقييم المستوى البحثي في الجامعات في بريطانيا في العام 2001. ويعتبر قسم الجغرافيا في جامعة درهام من أفضل الأقسام في بريطانيا بالإضافة إلى قسم اللغة الإنجليزية الذي حاز على التصنيف الأول في المملكة المتحدة. كما تتميز الجامعة في العديد من التخصصات الأخرى كالرياضيات التطبيقية والفيزياء واللغة الإنجليزية والتاريخ والقانون والعلوم السياسية والتمويل والاقتصاد الإسلامي.
وقد حلت الجامعة في المرتبة الأولى في بريطانيا في برنامج تقييم مستويات البحث العلمي في بريطانيا في العام 2008 في تخصصات الآثار والجغرافيا والإلهيات. كما تم تصنيفها في الترتيب الأول على الجامعات في مجموعة 1994 كأفضل جامعة في مجال البحث العلمي.
كما يعد قسم الفيزياء في جامعة درهام والأبحاث التي يقوم بها في مجال الفضاء والفيزياء الفلكية الأول في أوروبا والرابع على مستوى العالم. وأشار دليل للتعليم العالي تنشره مجلة التايمز إلى أن جامعة درهام كانت في المرتبة الأولى بين الجامعات البريطانية في العام 2005 في مجال البحث العلمي.
- جامعة درهام من بين أفضل ثلاث جامعات بريطانية في تخصص اللغة الإنجليزية والآثار والتاريخ واللغة الفرنسية والهندسة والجغرافيا واللغة الإيطالية والإلهيات واللغات الأيبيرية.
- الجامعة من بين أفضل 5 جامعات بريطانية (بالإضافة إلى التخصصات التي ذكرت) في العلوم البيولوجية، واللغة الألمانية والرياضيات ودراسات الشرق الأوسط والدراسات الإفريقية، والفلسفة والفيزياء والفلك، واللغة الروسية والشرق أوروبية، والعمل الاجتماعي وعلم الاجتماع وعلوم الرياضة.

وحلت الجامعة في الترتيب 103 بين الجامعات العالمية وفقاً لتصنيف التايمز لعام 2009. كما حلت في الترتيب 70-71 في التصنيف العالمي للجامعات لعام 2009.

## حياة الطلبة
السكن الجامعي

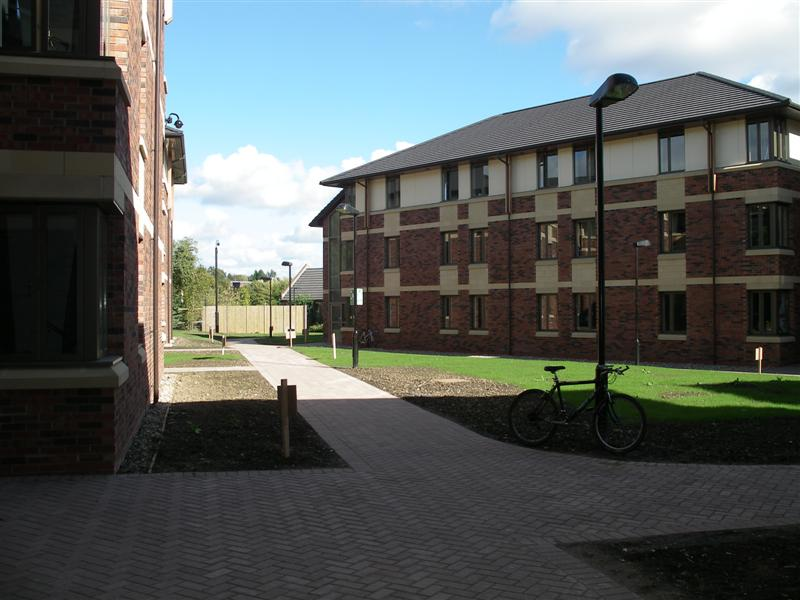
أحد المباني السكنية للطلبة

يجب على الطالب في السنة الأولى من التحاقه بالجامعة أن يسكن في الجامعة، ومن ثم يغادر السكن في السنة الثانية ليترك له خيار العودة إليه في السنة الثالثة وعادة ما يتم ذلك من خلال قرعة تجري بين الطلبة.

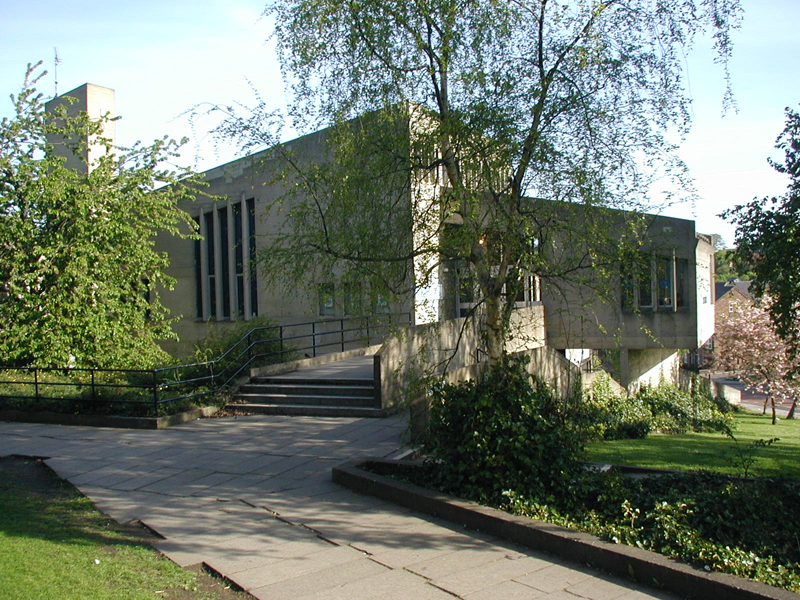
مقر اتحاد الطلبة

ويحمل الطلبة في كل كلية من كليات الجامعة هويات مختلفة كما يوجد في كل واحدة من الكليات العديد من المرافق للطلبة كقاعات الحاسوب والمكتبات وقاعات المطالعة إلى ملاعب التنس والصالات الرياضية. وهنالك فرق رياضية خاصة لمعظم الكليات وتجري بينهم منافسات رياضية ضمن الجامعة.
التنظيمات الطلابية والإعلام
هنالك أكثر من 130 نادياً للطلبة في حرم الجامعة في شتى المجالات والاهتمامات ويشرف على هذه النوادي اتحاد طلبة درهام الذي يمثل الطلبة عند التعامل مع إدارة الجامعة.
وهنالك صحيفة تصدر عن طلبة الجامعة كل أسبوعين منذ العام 1948, وهي من الصحف الجامعية المميزة محلياً، كما أن هنالك محطة إذاعية للجامعة تم إطلاقها في العام 2005 من قبل مجموعة من الطلبة المتطوعين. كما يمكن لطلبة الجامعة طرح آرائهم وأفكارهم ومناقشتها في موقع إلكتروني تم إنشائه في العام 2001.
ويشارك طلبة الجامعة بشكل ملحوظ في النشاطات الاجتماعية والتطوعية التي تزيد عن 45 مشروعاً تطوعياً في مدينة درهام وضواحيها، منها المساعدة في مراقبة الطلبة أثناء امتحانات الثانوية والبرامج التوعوية للأطفال، والمساعدة في أعمال التشجير والبستنة مع كبار السن. كما أن هنالك جمعية خيرية يديرها طلبة الجامعة تساعد في جمع التبرعات للأعمال الخيرية خلال العام.

## الخريجون

### مجتمعات الخريجون
ينشط خريجو دورهام من خلال المنظمات والفعاليات مثل اللقاءات السنوية والعشاء والكرات. بحلول عام 2007، كان هناك 67 اتحادًا في دورهام تتراوح من المجموعات الدولية إلى الكلية والرياضية التابعة لأكثر من 109000 من الخريجين الأحياء.
المنظمة الشاملة لخريجي جامعة دورهام هي دنيلم، حيث تقدم مجموعة من الفعاليات وخدمات الخريجين المخصصة. يمكن تتبع أصل منظمة دنيلم إلى جمعية جامعة دورهام، التي تشكلت عام 1921، وسبقتها جمعية دنلميانز عام 1905 ورابطة جامعة دورهام عام 1866. دنليم الولايات المتحدة، سابقًا مؤسسة أمريكا الشمالية لجامعة دورهام أو نافود، هي هيئة خيرية في الولايات المتحدة تستضيف أحداث الخريجين وجمع التبرعات للمشاريع المتعلقة بدورهام.
تأسست محفل ماسوني عام 1903 لخريجي الجامعات وتجتمع حاليًا في قاعة الماسونيين في كوفنت جاردن. يستفيد الخريجون أيضًا من العضوية المنتسبة لنادي برينستون في نيويورك. لا يمتلك خريجو دورهام نادًا خاصًا مخصصًا لأنفسهم - بدأت محاولة جمع الأموال لنادي وسط لندن (على غرار نادي أكسفورد وكامبريدج ) في مارس 1922، بقيادة أعضاء من جامعة دورهام لودج، لكنها لم تنجح في النهاية.

### أبرز الخريجيين

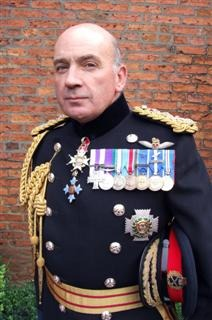
الجنرال السير ريتشارد دانات، رئيس هيئة الأركان العامة

قدم عدد من خريجي دورهام مساهمات كبيرة في مجالات الحكومة والقانون والعلوم والأوساط الأكاديمية والأعمال والفنون والصحافة وألعاب القوى وغيرها. وكان من بينهم جوستين ويلبي، رئيس أساقفة كانتربري، السير ميلتون مارغاي، أول رئيس وزراء لسيراليون، رئيس وزراء كوينزلاند السابع جون دوغلاس، هنري هولاند، وزير الدولة للمستعمرات من 1887 إلى 1892، هربرت لامينج، رئيس تحقيق هارولد شيمبيان والتحقيق في الخدمات الاجتماعية البريطانية، السيدة كارولين سويفت، المستشار الرئيسي لتحقيقات شيبمان، ومو موولام، وزير الدولة لشؤون أيرلندا الشمالية في وقت اتفاقية الجمعة العظيمة للسلام. كانت ليبي لين ، خريجة دورهام، أول امرأة يتم تكريسها أسقفًا في كنيسة إنجلترا.
يشغل خريجو دورهام أيضًا مناصب جديرة في القانون، بما في ذلك قضاة المحكمة العليا اللورد هيوز وليدي بلاك، ورئيس قسم الأسرة السير أندرو ماكفارلين والمستشار الحالي روبرت باكلاند من بين آخرين.
ضمن الخريجين العسكريين، يشمل الجنرال ريتشارد دانات، والبارون دانات، ورئيس هيئة الأركان العامة، والقائد المحترف للجيش البريطاني، نائب الأدميرال السير تيم لورانس، والرئيس التنفيذي لمناطق الدفاع الزوج للأميرة الملكية والعميد البحري أمجد حسين (الهندسة، 1979) وهو الضابط الأعلى رتبة من أقلية عرقية في القوات المسلحة البريطانية.
في الأوساط الأكاديمية، من بين خريجي دورهام جون دي بارو، الحائز على جائزة تمبلتون، السير جورج مالكولم براون، بدعوة من وكالة ناسا للعمل على عينات صخور القمر المستعادة من مهمة أبولو 11 القمرية، جورج روتشيستر، مشارك في اكتشاف جسيم كاون دون الذري، جنبًا إلى جنب مع السير هارولد جيفريز، الحائز على ميدالية كوبلي من الجمعية الملكية، السير كينجسلي تشارلز دنهام المدير السابق للمسح الجيولوجي البريطاني نائب رئيس جامعة ولونجونج الحالي، نائب رئيس جامعة كارديف السابق ( ديفيد جرانت )، وكريس هيغينز، نائب رئيس جامعة دورهام السابق، هم أيضًا من الخريجين.

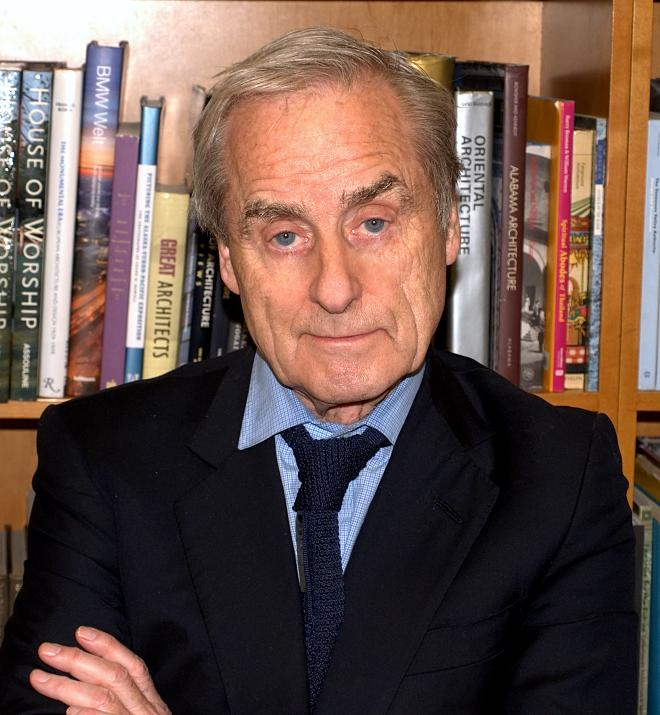
السير هارولد إيفانز، محرر متجول، رويترز

يشغل العديد من الخريجين مناصب عليا في عالم الأعمال. ريتشارد آدامز، مؤسس منظمة التجارة العادلة، بول هوكينز، مخترع نظام تتبع الكرة، المدير التنفيذي السابق لـ متطوعو خدمة المجتمع، السير نيك شيل، الرئيس السابق ومدير التشغيل الرئيسي لشركة فورد، رائدة الأعمال بريندا لينديوي ماباسو تشيبيو، ديفيد سبروكستون، المؤسس المشارك لشركة آردمان أنيمشنز التي أنتجت والاس وغروميت، تيم سميت، المؤسس المشارك لمشروع إيدن وديفيد والتون، عضو لجنة السياسة النقدية في بنك إنجلترا.
ومن الصحفيين البارزين والمختصين وسائل الإعلام ما يلي: جيورج إنتويستل، المدير العام السابق لهيئة الإذاعة البريطانية، السير هارولد ايفانز، رئيس تحرير صحيفة صنداي تايمز 1967-1981 و التايمز 1981-1982، نايجل فارندال، صحفي في صنداي تلغراف، جورج ألجيا، مقدم بي بي سي نيوز في سيكس، ماثيو أمروليوالا، مقدم قناة بي بي سي نيوز، بيدي باكستر، المنتج السابق بلو بيتر، آرثر بوستروم، الممثل الكوميدي، جيمي كامبل، صانع الأفلام أليستر فوثرجيل، منتج سلسلة الكوكب الأزرق، كوكب الأرض الجزء الأول ومخرج فيلم الأرض، شيلاغ فغارتي مضيفة برنامج الإفطار الحي على إذاعة BBC 5، لورين هيجيسي، أول سيدة تحكم في بي بي سي الأولى وكريس تيريل، وصانع أفلام وثائقية وكاتب ومغامر. من بين مضيفي البي بي سي الآخرين الذين تخرجوا من دورهام كريس هولينز، مقدم الرياضة في بي بي سي بريكفاست، غابي لوجان، كيت سيلفرتون، جيريمي فاين، تيم ويلكوكس، ونينا حسين.
من بين الكتاب البارزين إدوارد برادلي مؤلف كتاب مغامرات السيد فيردانت جرين. مينيت والترز، مؤلف لجام التوبيخ والنحات. جراهام هانكوك مؤلف العلامة والختم. تيم فيتز هيغام، الممثل الكوميدي والمؤلف، جيمس كيركوب، كاتب رحلات، شاعر وكاتب مسرحي، باتريك تيلي، مؤلف خيال علمي، ولورنا هيل، كاتب أطفال، مؤلف سلسلة سادلرز ويلز.

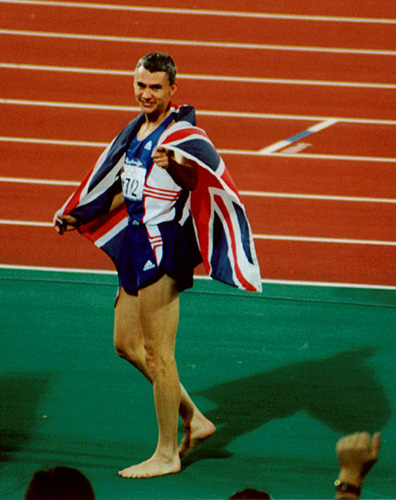
جوناثان إدواردز، كلية فان ميلديرت، الفيزياء

في عالم الرياضة، ويل كارلينج كابتن الرجبي الإنجليزي السابق، فيل دي جلانفيل، ونائب القائد ويل غرينوود، جنبًا إلى جنب مع الميدالية الذهبية الأولمبية في الوثب الثلاثي جوناثان إدواردز، المجدف الحائز على الميدالية البرونزية في أولمبياد بكين ستيفن روبوثام، صوفي هوسكينج الحائزة على الميدالية الذهبية في لندن 2012، قائد فريق الكريكيت الإنجليزي السابق ناصر حسين وأندرو شتراوس.

## وصلات خارجية
- موقع الجامعة الرسمي
- الموقع الرسمي لاتحاد طلبة درهام نسخة محفوظة 10 مارس 2021 على موقع واي باك مشين.
- جامعة درهام على يوتيوب